# 후에후키시
후에후키시(일본어: 笛吹市)는 일본 야마나시현의 고후 분지 중앙부에 있는 시이다.

## 지리
시 이름은 시내를 흐르는 후에후키강(笛吹川, 후지강의 상류)에서 유래한다. 복숭아, 포도 생산량이 일본에서 가장 많고, 고슈시와 함께 포도주 생산도 번성한다. 또 이사와 지역은 간토 지방 주변에서 유수한 온천으로 유명하다.
아시가와 지역은 고후 분지 남쪽에 위치하는 미사카 산지(御坂山地)의 산골에 위치한 마을이며 아시가와강(芦川)이 서쪽으로 흐르고 있다. 아시가와강은 고후시 남쪽에 위치하는 니시야쓰시로군(西八代郡) 이치카와미사토정(市川三郷町)에서 후에후키강과 합류한다. 2002년부터 2004년에 걸쳐 니시야쓰시로군 가미쿠이시키촌(上九一色村) 및 히가시야쓰시로군 나카미치정(中道町)과 함께 고후시와의 통합 협의를 한 적이 있다. 2006년 3월 1일 고후시에 편입된 가미쿠이시키촌 북부 지역은 아시가와 지역과 인접하고 있다.

### 인접한 자치체
- 고후시
- 야마나시시
- 고슈시
- 오쓰키시
- 미나미쓰루군 후지카와구치코정

## 역사
2004년 10월 12일에 히가시야쓰시로군(東八代郡)의 이사와정(石和町), 미사카정(御坂町), 이치노미야정(一宮町), 야쓰시로정(八代町), 사카이가와촌(境川村)과 히가시야마나시군(東山梨郡) 가스가이정(春日居町)이 통합해 발족했다. 시청은 통합 전의 옛 이사와정 청사를 사용하고 있다.
2006년 8월 1일에는 더욱 인접하던 히가시야쓰시로군 아시가와촌(芦川村)을 편입했다. 이로 인해 히가시야쓰시로군은 소멸되었다.

## 교통

### 철도
- 동일본 여객철도 주오 본선

### 도로
- 주오 자동차도
- 국도 제20호선
- 국도 제137호선
- 국도 제140호선
- 국도 제358호선
- 국도 제411호선

## 인구
| 연도 | 인구   | ±%     |
| ---- | ------ | ------ |
| 1940 | 49,960 | —      |
| 1950 | 61,882 | +23.9% |
| 1960 | 53,064 | −14.2% |
| 1970 | 50,380 | −5.1%  |
| 1980 | 55,950 | +11.1% |
| 1990 | 62,322 | +11.4% |
| 2000 | 71,025 | +14.0% |
| 2010 | 70,519 | −0.7%  |